# Pseudeustrotia semialba
Pseudeustrotia semialba är en fjärilsart som beskrevs av George Francis Hampson 1904. Pseudeustrotia semialba ingår i släktet Pseudeustrotia och familjen nattflyn. Inga underarter finns listade i Catalogue of Life.